# FK Karliwka
FK Karliwka (ukr. Футбольний клуб «Карлівка», Futbolnyj Kłub "Karliwka") – ukraiński klub piłkarski z siedzibą w Karliwce w obwodzie połtawskim. Założony w 2011 roku jako FK Karliwka. W sezonie 2012/13 był "farm-klubem" FK Połtawa.
Występuje w rozgrywkach ukraińskiej Amatorskiej ligi. 

## Historia
Chronologia nazw:
- 2011—2012: FK Karliwka (ukr. ФК «Карлівка»)
- 06.2012—06.2013: FK Połtawa-2-Karliwka (ukr. ФК «Полтава-2-Карлівка»)
- 07.2013—...: FK Karliwka (ukr. ФК «Карлівка»)

Klub piłkarski FK Karliwka został założony w 2011 roku. 
Wiosną startował w rozgrywkach drugiej ligi mistrzostw obwodu połtawskiego. Po pierwszym sezonie awansowała do Premier-lihi mistrzostw obwodu połtawskiego. W 2012 klub rozpoczął swoje występy w najwyższej klasie mistrzostw obwodu połtawskiego. Po siedmiu rundach zespół prowadził w tabeli ligowej oraz dotarł do finału Pucharu obwodu połtawskiego, ale w związku z uzyskaniem statusu profesjonalnego klubu drużyna była zmuszona zaprzestać z występami w rozgrywkach regionalnych, stając się farm-klubem FK Połtawa, który awansował do Pierwszej Ligi Mistrzostw Ukrainy.
W czerwcu 2012 roku klub zgłosił się do rozgrywek w Drugiej Lidze i otrzymał status profesjonalny, po czym zmienił nazwę na FK Połtawa-2-Karliwka.
Od sezonu 2012/13 występuje w Druhiej Lidze. Pierwszy mecz na zawodowym poziomie rozegrał 14 lipca 2012 roku w Połtawie, w którym zdobył zwycięstwo nad Makijiwwuhilla Makiejewka 3:0.
Przed rozpoczęciem sezonu 2013/14 klub przywrócił nazwę FK Karliwka.

## Sukcesy
- ? miejsce w Druhiej Lidze (1 x):

2012/13

## Trenerzy
- 2011-2012:  Serhij Łukasz
- 2012-07.10.2013:  Andrij Zawjałow
- 07.10.2013-:  Serhij Łukasz (p.o.)

## Inne
- FK Połtawa